# Roger Brunel
Pour les articles homonymes, voir Brunel.
Roger Brunel, né le 12 septembre 1944 à Valence, est un auteur de bandes dessinées et dessinateur français spécialisé dans les pastiches humoristico-érotiques et les albums de dessins d'humour sur des thèmes de société. Il est également illustrateur de livres d'art (Ésope, Brassens) et directeur artistique depuis 1984 de Glénat Concept, agence de communication par la bande dessinée. 
Il a obtenu le prix Saint-Michel du meilleur dessinateur étranger en 1981 à Bruxelles pour ses Pastiches.

## Biographie
Roger Brunel fait des études en peinture aux Beaux-Arts de Grenoble. Il travaille successivement dans l'imprimerie et la publicité et exerce plusieurs fonctions (maquettiste pour Glénat, photogravure...) ; il devient graphiste et concepteur en communication. Sa carrière dans le dessin commence, en 1960, par le dessin d'humour pour la presse. En 1972, il est publié dans Spirou avec un récit intitulé Graphos et Mandou. Circus publie ses premiers pastiches de héros de bande dessinée ; le premier volume vaut à l'auteur le prix le prix Saint-Michel du meilleur dessinateur étranger en 1981 à Bruxelles. Il poursuit dans cette même veine au fil des ans : neuf albums paraissent jusqu'en 2006. 
En 1981, il est l'auteur de la série Tel et Matic pour le mensuel Gomme !. En parallèle, il scénarise la trilogie pour adultes du Solitaire (1985-1990) sur un dessin d'Alain Mounier, ainsi que d'autres albums d'humour, tout en participant à des ouvrages collectifs. Par ailleurs, il écrit des sketches pour Olivier Lejeune et participe aux émissions de Patrick Sébastien à partir de1986, avec caricatures et dessins animés et en imitant Pierre Desproges dans plusieurs sketches. Il a assuré la direction artistique des revues Rugbyman et Rugby Mag de la Fédération française de rugby. Il devient en 1984 directeur artistique de Glénat Concept, agence de communication et de publicité par la bande dessinée. Il dirige, en outre, la nouvelle collection « Romans de toujours » d'adaptation en bande dessinée des romans classiques de la littérature mondiale aux Éditions Adonis en partenariat avec l'Unesco et l'Organisation internationale de la francophonie. Collection reprise par les Éditions Glénat.
En 2003, Brunel est l'invité d'honneur du festival Off, à Vaison-la-romaine (84) consacré à la bande dessinée érotique et organisé par BD-Art, où ses dessins ont été exposés. En 2012 paraît Légendes du cyclisme, que Brunel scénarise, avec des illustrations de Jean-Marc Borot et Michel Janvier.
Brunel a reçu l'Éléphant d'or au festival de bande dessinée de Chambéry. Créateur également du "dauphin" logo historique des éditions Glénat.

## Œuvres publiées

### Albums de bande dessinée
Glénat
1. Ma leçon de BD par Franquin, 2019

- Pastiches (scénario et dessin), :

1. École franco-belge, 1980.
2. École américaine, 1982.
3. École franco-belge 2, 1984.
4. École adulte, 1986.
5. Pastiche des pastiches T.5, 1989.
6. Pastiches T.6, L'aller…, 1993.
7. Pastiches, Intégrale par écoles T. 1,2,3,4, 1990.
8. Pastiches, Best of, 1998[4].
9. Le Meilleur des Pastiches, 2006.

- Le solitaire (scénario), avec Alain Mounier (dessin) :

1. Tomah, 1985.
2. Dan, 1987.
3. Tatanka, 1990.

- Benjamin, Virgile et Socrate (scénario), avec Michel Rodrigue (dessin), Glénat :

1. Du monde dans la coupe, 1991.

- Le Manga Pastiche (scénario et dessin), , Vents d'Ouest, 1995.

Éditions Drugstore
- Le Manuel… (scénarios) :

1. Manuel de survie à l'usage des bricoleurs avec Michel Rodrigue, 1998.
2. Manuel du parfait campeur avec Rip Holin, 1999.
3. Manuel du parfait jardinier avec Michel Rodrigue, 1999.
4. La vérité sur le bébé avec Michel Rodrigue, 1999. (scénario signé sous le pseudonyme Bouzig)
5. La vérité sur la Provence, 2009.
6. Rugby, l'équipe de rêve, avec Borot, Michel Rodrigue et Malet, 2011.

Éditions Vents d'Ouest
1. Légendes du cyclisme avec Borot, janvier, 2012.
2. Légendes du tennis avec Borot, Rodrigue et Mogore, 2013.
3. Légendes du sport automobile avec Borot, janvier et Renvoizé, 2014.

Éditions Hors collection :
1. Le rugby en coupe du monde, 1999 (avec Rodrigue et Morchoisne).
2. Le foot par la bande, 2000 (avec Rodrigue).
Éditions Rayclame
1. Chambéry, mémoires d'éléphants, 2016 avec Michel Janvier, Michel Rodrigue
2. DLM, vocation location, 2019 avec Michel Rodrigue
3. Fréjus, 2000 ans d'histoire, Tome 2 (2018), Tome 3 (2019), avec Michel Rodrigue

### Albums de dessin d'humour
- Roger Brunel, Glénat, coll. « Humour » :

1. Ciel, mon avion !, 1990.
2. Attention, école !, 1992.
3. Papy Boom, Mamy Blue, 1994.
4. Attention, classe !, 1995.
5. Humourologue, 1996.
6. Attention, prof !, 1997.
7. Attention, études, 1999.
8. Attention, éducation nationale ! (best of, 2000).
9. Roger, 2004.

Presses de la Renaissance
1. Manuel de survie du lycéen avec Jean-Noël Leblanc,

Éditions du Lombard
1. Lautner s'affiche (Collectif), 2007
2. Belmondo (Collectif), 2008

Éditions Pearson
1. Histoires d'innovation, 2018 avec Séverine Leloarne

### Illustration de livres d'art
1. Vie et fables d'Ésope, Éditions du Grésivaudan
2. Œuvre poétique intégrale de Georges Brassens, Éditions Martinsart

### Livre pour enfants
1. Zavator et le cirque de la jungle, Éditions Maboza, 2021